# Block manuel
 (novembre 2013).
Pour les articles homonymes, voir BM.

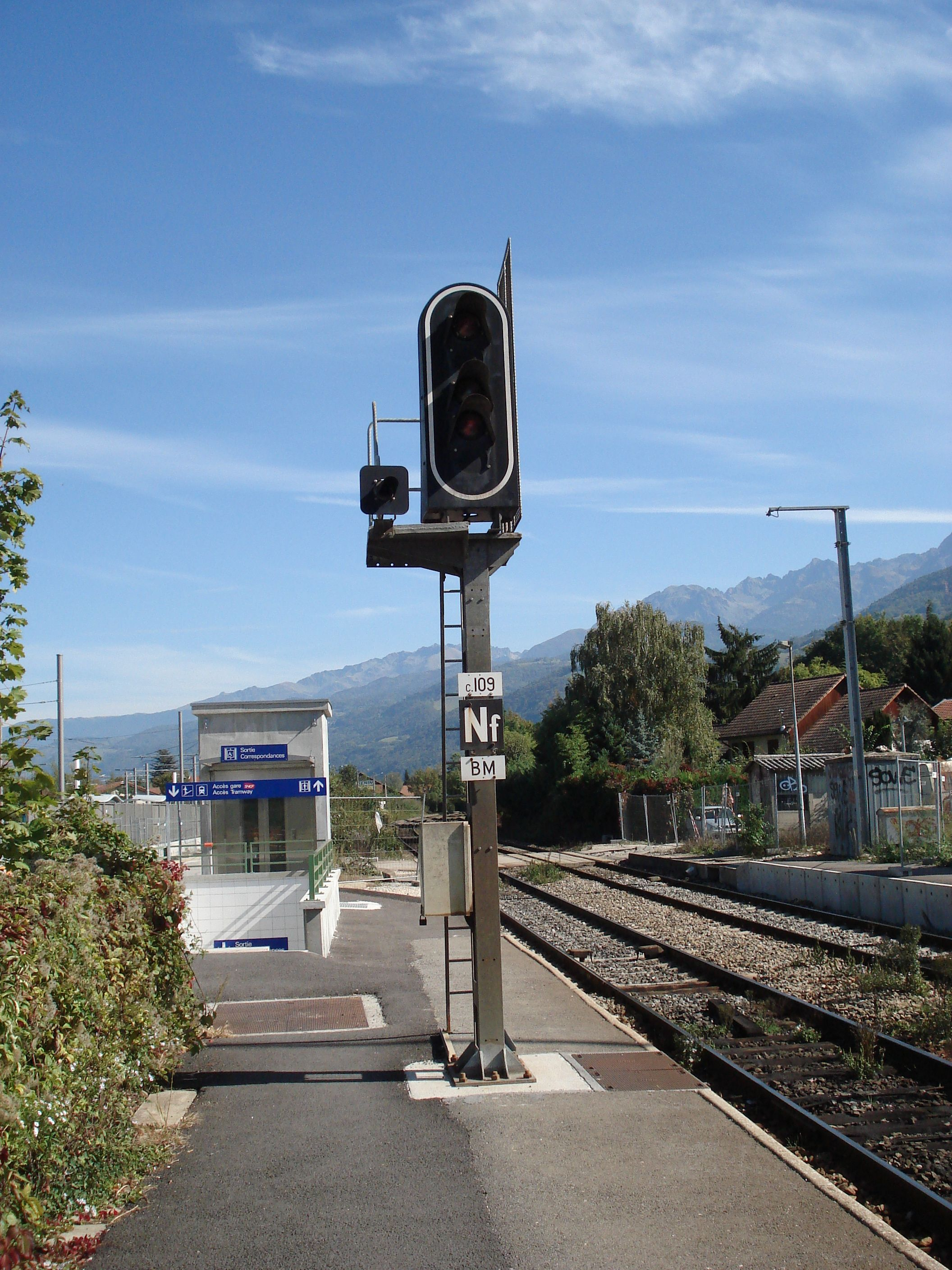
Signal lumineux en block manuel sur la ligne Grenoble - Montmélian

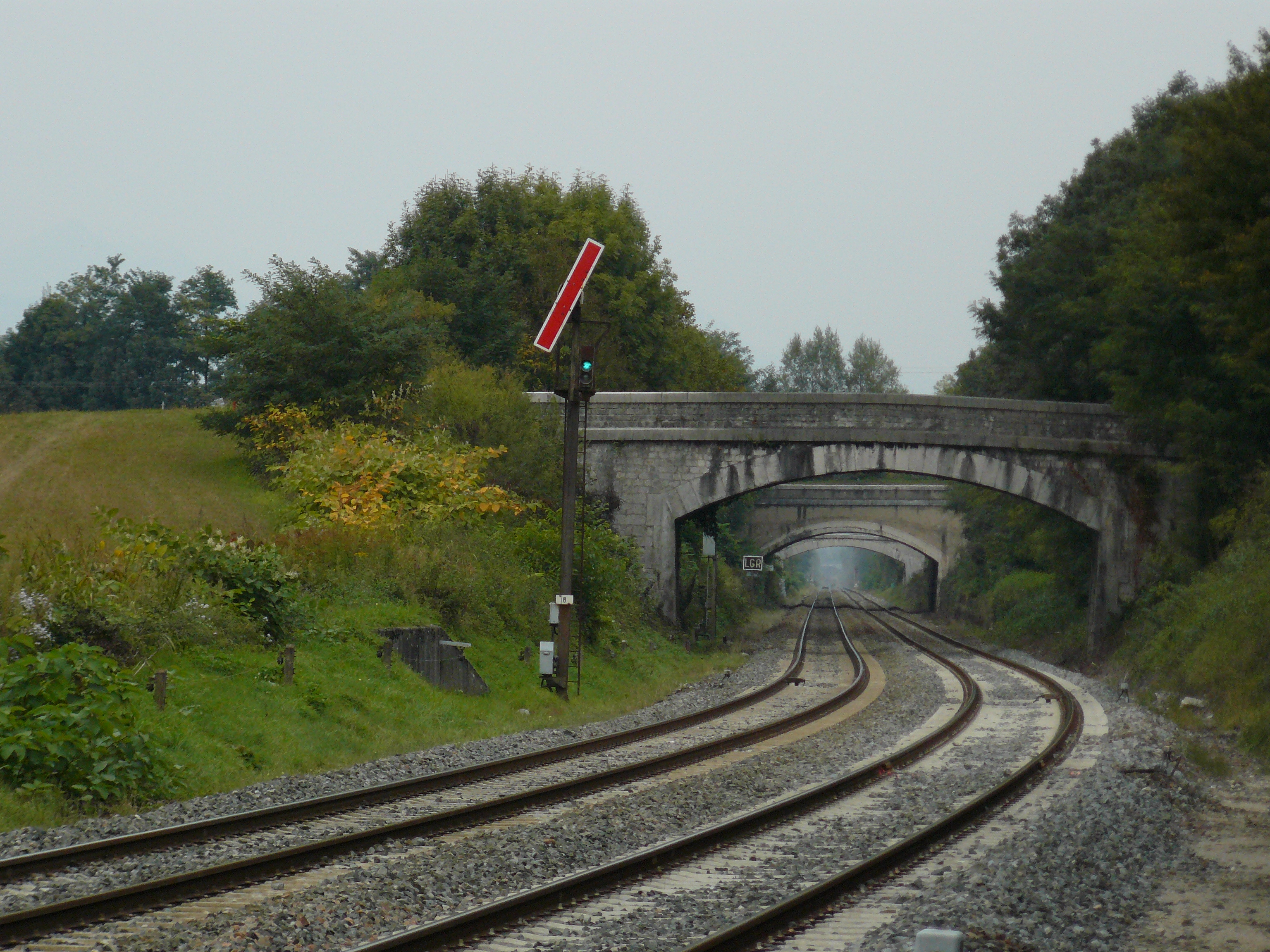
Sémaphore mécanique de block manuel à la sortie de la gare de Tencin (Isère). Photo prise en 2008, ce signal a été remplacé en 2013.

Le block manuel, noté BM sur les signaux lumineux, est un système de signalisation ferroviaire utilisé en France.
Il  permet d'assurer l'espacement des trains de même sens.
Sur les lignes à une seule voie (voie unique), il a en outre pour objet de s'opposer à l'expédition d'un train d'une gare vers la gare suivante, si un autre train de sens contraire est déjà engagé entre ces deux gares.
Il existe deux catégories de block manuel :
- le block manuel sans appareils de block (cantonnement téléphonique, cantonnement assisté par informatique ou CAPI)
- le block manuel avec appareils de block.

En voie unique, le block manuel est interrompu à la traversée des gares (afin de permettre les croisements et dépassements, car lorsque le train entre en gare il libère le canton avec la gare précédente, ce qui autorise la reddition et l'envoi d'un autre train quel que soit le sens).
Des systèmes similaires existent dans d'autres pays.

## Principes
C'est un système de cantonnement (block-system) par la distance assez simple.
La ligne est découpée en cantons délimités par des postes de cantonnement (ou postes de block).
L'entrée de chaque canton est en principe commandée par un sémaphore (normalement ouvert en double voie, normalement fermé en voie unique).
Chaque poste est occupé par un agent appelé « garde » qui assure les fonctions relatives au cantonnement.
Le block manuel est basé sur l'utilisation des appareils de block (lorsqu'il en possède), l'application des procédures et l'observation de la signalisation d'arrière des trains (constituée en principe par deux feux rouges).
Chaque train est annoncé au poste aval :
- à l'aide des appareils de block, lors du franchissement du signal de la gare amont ;
- par annonce au téléphone en cantonnement téléphonique (et sur l'ordinateur en CAPI), avant le départ du train.

Une fois arrivé au poste aval, le garde de ce poste vérifie que le train est muni de sa signalisation d'arrière, ce qui signifie que le train est arrivé complet. Il rend alors la voie au poste amont (toujours à l'aide des appareils de block ou par téléphone en cantonnement téléphonique et sur l'ordinateur en CAPI) qui pourra envoyer un autre train (en ouvrant le sémaphore ou en faisant une annonce par téléphone et sur l'ordinateur en CAPI). On parle de reddition de voie libre.
Lorsque l'espacement des trains n'est pas assuré grâce à des appareils de block, il est assuré par le cantonnement téléphonique, assisté ou non du CAPI. De plus, en cas de dysfonctionnement des appareils de block, le cantonnement téléphonique assure la sécurité en substitution du block.
Les signaux lumineux utilisés en block manuel sont repérés avec une plaque portant l'inscription « BM » ou « BM vers … ».
Les signaux mécaniques (ailes et cocardes colorées) encore en service en France sont la plupart du temps utilisés en block manuel (en dehors de certaines grandes gares), les blocks automatiques à signaux mécaniques ayant disparu.
Le block manuel à circuits de voie est un block atypique car les protections diverses des trains sont assurés à l'aide des circuits de voies (installation généralement peu utilisée en block manuel mais beaucoup plus en block automatique) et que les signaux sont tous commandés manuellement par un garde (ce qui le différencie du block automatique).

## Lignes équipées
- Block manuel de voie unique : 3000 km environ (chiffres 2011),
- Block manuel de double voie : 900 km environ (chiffres 2011).

## Les faiblesses du block manuel
Par le passé, de nombreux accidents ont été causés par ce système ; la reddition ou l'envoi d'un train par le garde étant possibles sans que les équipements ne l'en empêchent.
Depuis, les blocks ont été uniformisés ou fiabilisés (ajout de pédales et/ou d'équipements supplémentaires) et le cantonnement téléphonique assisté par informatique selon les lignes afin de supprimer la majorité des risques. Les équipements du block manuel par appareils ne permettent plus la reddition si le train n'est pas passé sur la pédale de reddition, et les signaux du poste amont restent ainsi bloqués à la fermeture. Certaines erreurs humaines demeurent possibles comme la non assurance qu'un train est bien complet sauf en block manuel à circuits de voie, cependant les procédures permettent de pallier ce problème par les communications entre postes (demande d'assurance de train complet au poste aval).

## L'évolution du block manuel
Le block manuel n'est plus installé, sauf dans de rares cas (par exemple, remplacement de block manuel ancien par un block manuel unifié comme entre Moulins et Gilly sur Loire, où le BMVU s'est substitué au BMVUSE). 
Lorsque les modifications des installations portent sur une section de ligne, le block manuel est souvent remplacé par le block automatique à permissivité restreinte (BAPR) ou le block automatique lumineux ordinaire (BAL) qui permet une automatisation du block et d'améliorer, en principe, le débit et l'exploitation d'une ligne ; une intervention humaine n'est généralement plus nécessaire pour l'espacement des trains. 
À l’occasion de travaux importants dans les gares ou progressivement par voie de maintenance, des compléments de sécurité sont apportés (signaux, détecteurs, sécurisation des transmissions, etc.). Ces opérations sont ponctuelles et localisées sur une gare.

## Versions du block manuel

### Versions en service

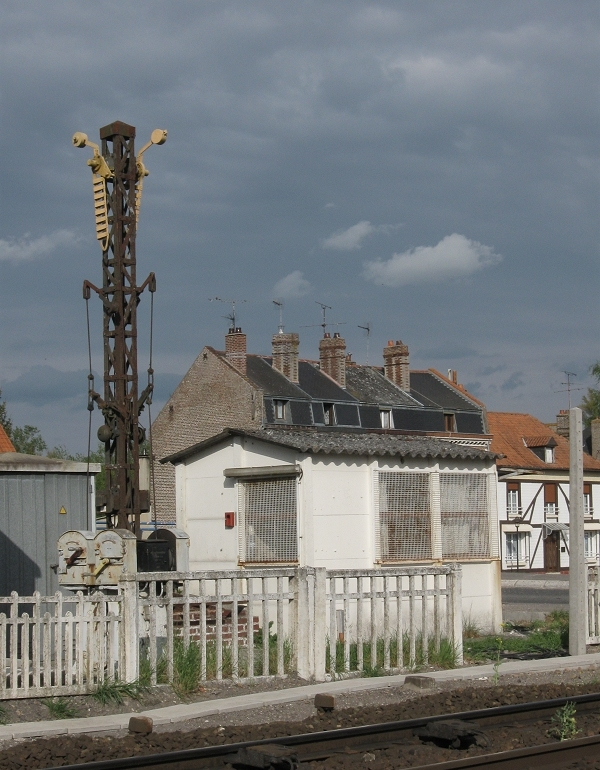
Mât tronqué d'électro-sémaphore Lartigue de BLUS sur la ligne de Longueau à Boulogne-Ville, en gare de Picquigny.

Les versions de block manuel en service en 2016 sont les suivantes :
- BMU  : Block Manuel Unifié de double voie type SNCF (335 km exploités[réf. nécessaire]) ;
- BMUS : Block Manuel de double voie type sud-est Uniformisé Simplifié (7 km exploités entre Laroche-Migennes et Chemilly, 29 km exploités entre Gilly sur Loire et Paray le Monial et 49 km exploités entre Montchanin et Paray le Monial[réf. nécessaire]) ;
- BMCV : Block Manuel par Circuits de Voies (3 km exploités à l'intérieur de la gare de Modane et 3 km en voie unique exploités entre L'Arbresle et Sain Bel) ;
- BAMU : Block manuel de double voie type Alsace-Moselle Uniformisé (25 km exploités entre Molsheim et Rothau[réf. nécessaire]) ;
- BMNB : Block Manuel de double voie type Nantes-Bordeaux (70 km exploités entre La Rochelle et Saintes[réf. nécessaire]) ;
- BMVU : Block Manuel unifié de Voie Unique type SNCF (2916 km exploités[réf. nécessaire]) ;
- BMVUSE : Block Manuel de Voie Unique type Sud-Est (184 km exploités de Brioude à Alès et 26 km exploités de Veynes-Dévoluy à Gap[réf. nécessaire]) ;
- BLU  : Block manuel de double voie type Lartigue Uniformisé (13 km exploités entre Montluçon et Commentry[réf. nécessaire]) ;
- BLUS : Block manuel de double voie type Lartigue Uniformisé Simplifié (18 km exploités entre Commentry et Lapeyrouse[réf. nécessaire]).

### Versions qui ne sont plus utilisées
Différentes installations de Block Manuel furent utilisées sur des réseaux français ont disparu, remplacées ou uniformisées dont voici les plus importantes :
- Block Regnault (Ouest-Midi)
- Block Rodary (Ouest)
- Block PLM n°1 (PLM)
- Block PLM n°2 (PLM)
- Block PLM n°3 (PLM) renommé BMSE par la SNCF (Block Manuel Sud-Est)
- Block PLM n°3 à circuits de voie (PLM)
- Block Lartigue de double voie (Nord-Est-PO)
- Block Lartigue de voie unique (Nord)
- Block Siemens (AL) ou BAM (Block Alsace-Moselle)
- Block 1903 (État)
- Block 1922 (État)
- Block 1928 (État)